# Медаль «За выдающиеся заслуги» (Португалия)
Медаль «За выдающиеся заслуги» (порт. Medalha de Serviços Distintos) — государственная награда Португалии за военные заслуги. 

## История
2 октября 1863 года декретом Государственного секретаря по делам войны была учреждена медаль Хороших заслуг (порт. Bons Serviços), как второй из трёх классов Военной медали.
В 1863 по 1919 годы медаль Хороших заслуг имела два класса золото (MOBS) и серебро (MPBS), однако декретом № 6093 от 11 сентября 1919 года был добавлен младший класс – бронза (MBBS) для вознаграждения унтер-офицеров и сержантского состава, которые до этого не имели доступа к чисто офицерской награде.
28 мая 1946 года, в соответствии с декретом № 35667, медаль стала самостоятельной наградой, была переименована в медаль «За выдающиеся заслуги», с изменением дизайна, который сохраняется до сегодняшнего дня.

## Положение
Медаль «За выдающиеся заслуги» вручается военнослужащим, за любые заметные заслуги, связанные с деятельностью армии, военно-морского флота или военно-воздушных сил, которые привели к славе и чести страны в целом или военных государственных учреждений в частности.
Медаль состоит из трёх классов. При награждении, вручаемый класс определяется воинским званием награждаемого.
| Класс                               | Золотая | Серебряная | Бронзовая |
| Изображение                         |         |            |           |
| Постноминальные литеры              | MOSD    | MPSD       | MBSD      |
| Планка                              |         |            |           |
| Планка с отличием (Пальмовая ветвь) |         |            |           |

## Описание

### Тип с 1863 по 1919 годы

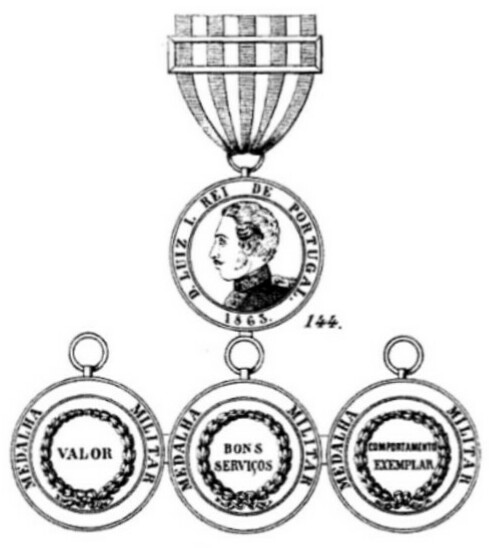
Военная медаль 1863 года (аверс и реверсы по дивизионам)

Круглая медаль с кольцом для крепления к нагрудной ленте выполненная из металла соответствующего класса.
Аверс несёт на себе погрудный профильный портрет португальского короля с соответствующей надписью по краю медали (например: «D. LUIZ I. REI DE PORTUGAL. 1863»).
Реверс: в центре в лавровом венке надпись: в две строки «BONS SERVIÇOS», по краю медали надпись: «MEDALHA MILITAR».

### Тип с 1946 года
Круглая медаль с кольцом для крепления к нагрудной ленте выполненная из металла соответствующего класса.
Аверс в центре несёт средний государственный герб Португалии от которого по окружности справа и слева соответственно надпись: «SERVIÇOS» и «DISTINTOS». По краю медаль окаймлена венком из оливковых листьев с плодами, внизу бант, выходящий за края окружности.
Реверс: в центре композиция на фоне венка из дубовых листьев защищающий государственный щит средневековый рыцарь в шлеме, вооружённый мечом и щитом. По окружности надпись: «PARA SERVIR-VOS BRAÇO AS ARMAS FEITO».
Медаль при помощи переходного звена в виде трофеев (на фоне флагов два перекрещенных меча, поверх которых рыцарские латы и шлем) крепится к нагрудной ленте. На ленте крепится круглая планка соответствующего классу металла в виде среднего государственного герба.
Лента медали шёлковая муаровая красного цвета с четырьмя равновеликими белыми полосками.